# Fläckgam
Fläckgam (Gyps rueppelli) är en akut hotad afrikansk fågel i familjen hökar inom ordningen hökfåglar.

## Utseende
Fläckgamen är en mycket stor gam med en kroppslängd på 90–105 centimeter och ett vingspann på 220–255 centimeter. Den är dock cirka 10% mindre än dess nära släkting gåsgamen (Gyps fulvus). Vuxen fågel är mörk och tätt ljusfläckad. Ungfåglarna är rätt jämnmörka både ovan och under, och saknar den för gåsgamen typiska rosttonen. Den har också ett kraftigt vitt band på nästan längst fram mot framkanten av vingens undersida.

## Utbredning och systematik
Fläckgam förekommer i Afrika söder om Sahara. Den delas upp i två underarter med följande utbredning:
- Gyps rueppelli rueppelli – förekommer i sydvästra Mauretanien till östra Sudan, Uganda, Kenya och Tanzania
- Gyps rueppellii erlangeri – förekommer i Etiopien, Eritrea, nordvästra Somalia och eventuellt södra Arabiska halvön

Sedan 1990-talet har arten i små antal börjat dyka upp i Spanien och Portugal. Dessa tros ha korsat Gibraltarsundet med flyttande gåsgamar. Häckning har ännu inte konstaterats.

## Status
Arten har ett stort utbredningsområde men liksom i princip alla gamar minskar den mycket kraftigt i antal till följd av födobrist, jakt, förföljelse, förgiftning och kollision med kraftledningar. De senaste drygt 50 åren har arten minskat med så mycket som 97 %. Från att så sent som 2006 ha betraktats som livskraftig kategoriserar internationella naturvårdsunionen IUCN arten sedan 2015 som akut hotad. Världspopulationen uppskattades 1992 till 11 000 par, men tros idag vara mycket fåtaligare.

## Namn
Fågelns vetenskapliga artnamn hedrar Eduard Rüppell (1794–1884), tysk zooolog och upptäcktsresande i nordöstra Afrika och Mellanöstern. Tidigare kallades den ’’pinonkejsarduva’’ även på svenska, men tilldelades 2025 ett mer informativt namn av BirdLife Sveriges taxonomikommitté.

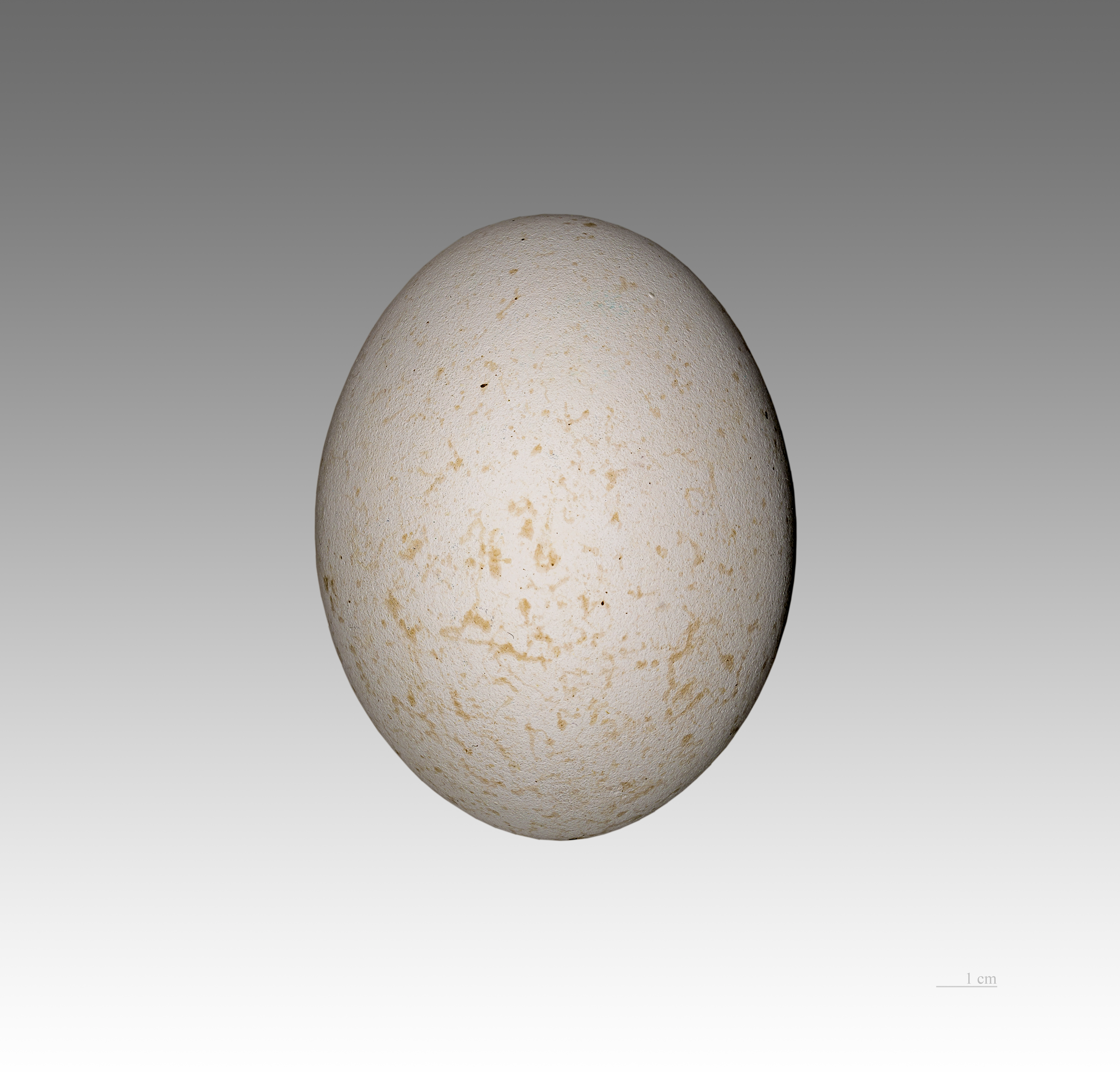
Fläckgamens ägg
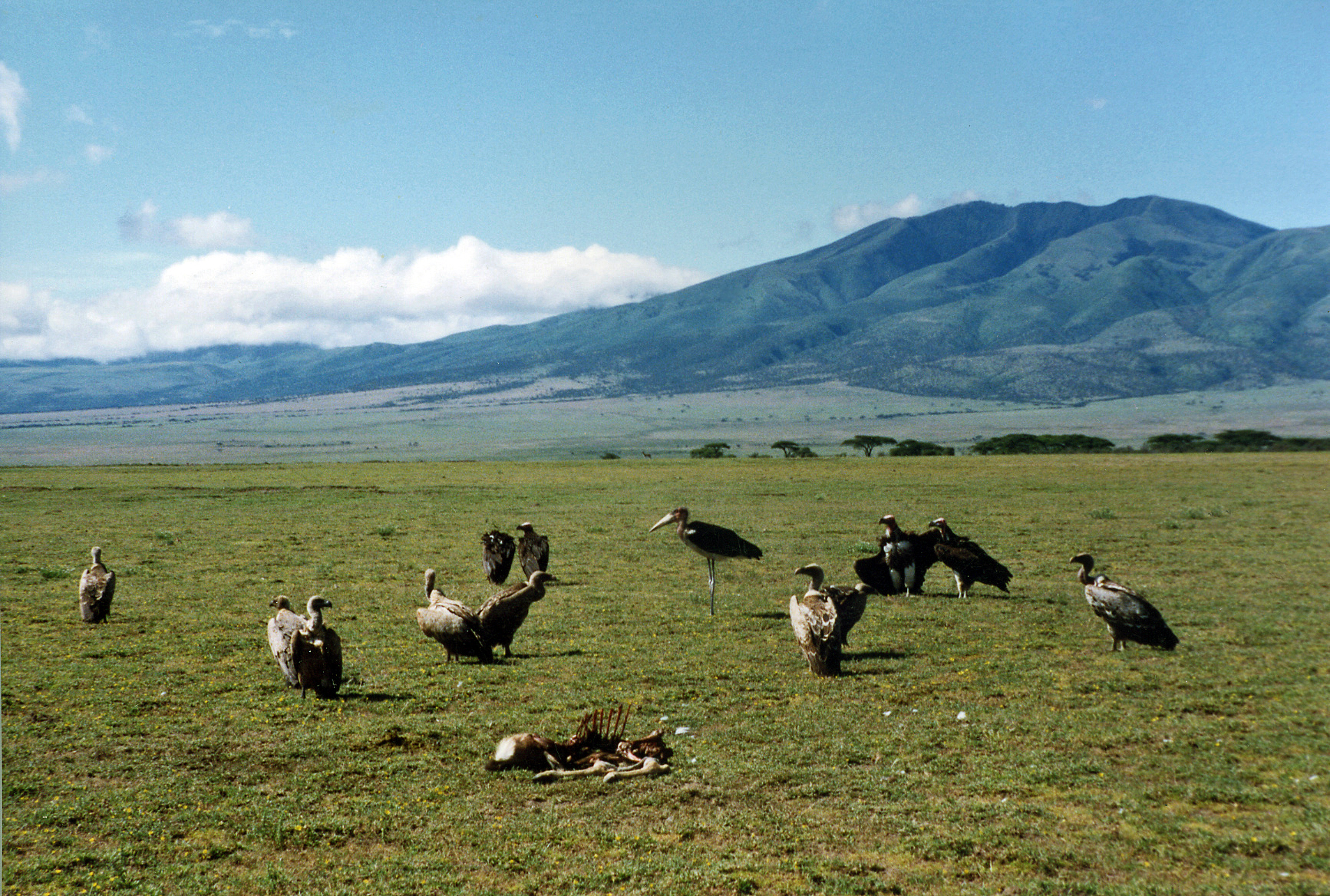
Fläckgam med örongam, vitryggig gam och maraboustork
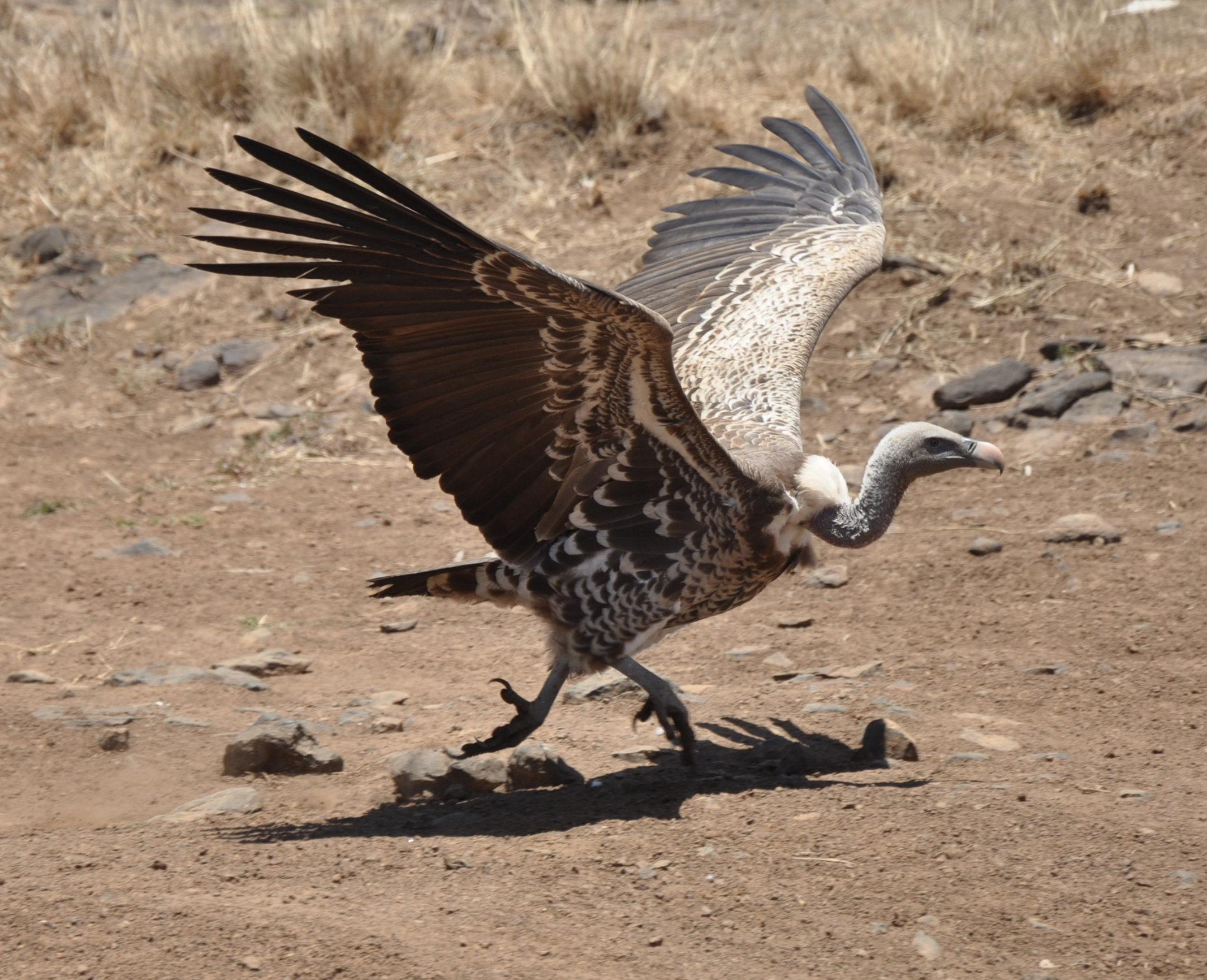
Fläckgam i Nairobi National Park, Kenya

## Rekord
Den 29 november 1973 kolliderade en fläckgam med ett kommersiellt flygplan över Abidjan, Elfenbenskusten  på 11 277 m höjd. Det är den högsta dokumenterade flyghöjden för en fågel.